# ソマリアの国旗
ソマリアの国旗（Flag of Somalia）は、1954年10月12日に制定された、水色地に白星の旗。
イタリアからのソマリア独立は国連の援助により為し得たため、国連の旗と似たデザインを標榜。水色は空と海を表し、五芒星はソマリ族居住地の5つの地区を表す。この5地区とは、イギリス領ソマリランド、イタリア信託統治領ソマリア、仏領ソマリ海岸（現在のジブチ）またはフランス領アファル・イッサ、オガデン（エチオピア内ソマリア人地区）、南西ソマリア開発区（ケニア実効支配）を指す（大ソマリア主義）。

## 歴史的な旗

?アダル・スルタン国の旗
?ダラーウィーシュ国の旗

### イタリア領ソマリランドの旗

?イタリア領ソマリランドの旗

### イギリス領ソマリランドの旗

?1903年から1950年までの旗
?1950年から1952年までの旗
?1952年から1960年までの旗